# Bistal

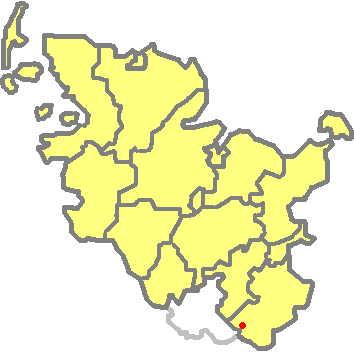
Lage in Schleswig-Holstein

Das Bistal ist ein bewaldetes, tief in die Steilhänge eingeschnittenes Bachschluchtsystem im Kreis Herzogtum Lauenburg in Schleswig-Holstein.

## Geographische Lage

Lage des Bistals

Das Bistal wird durch den aus Norden kommenden Bach durchquert und gehört etwa zu gleichen Anteilen zu den Gemeinden Escheburg und Kröppelshagen-Fahrendorf.
Das Gebiet ist etwa fünf Kilometer von der südöstlichen Landesgrenze Hamburgs entfernt und befindet sich zwischen dem Hamburger Stadtteil Bergedorf und der Stadt Geesthacht.
Das Bistal liegt damit unmittelbar im Speckgürtel Hamburgs im landschaftlich attraktiven Gebiet zwischen Sachsenwald im Norden und Elbe im Süden.
Es ist Teil des sich von Hamburg-Bergedorf über Börnsen und Escheburg bis Geesthacht erstreckenden und waldreichen Geesthanges, der in der Vorgeschichte das nördliche Ufer des Elbe-Urstromtales darstellte und durchgängig etwa 50 Meter über der flachen Marsch liegt.

## Geologie

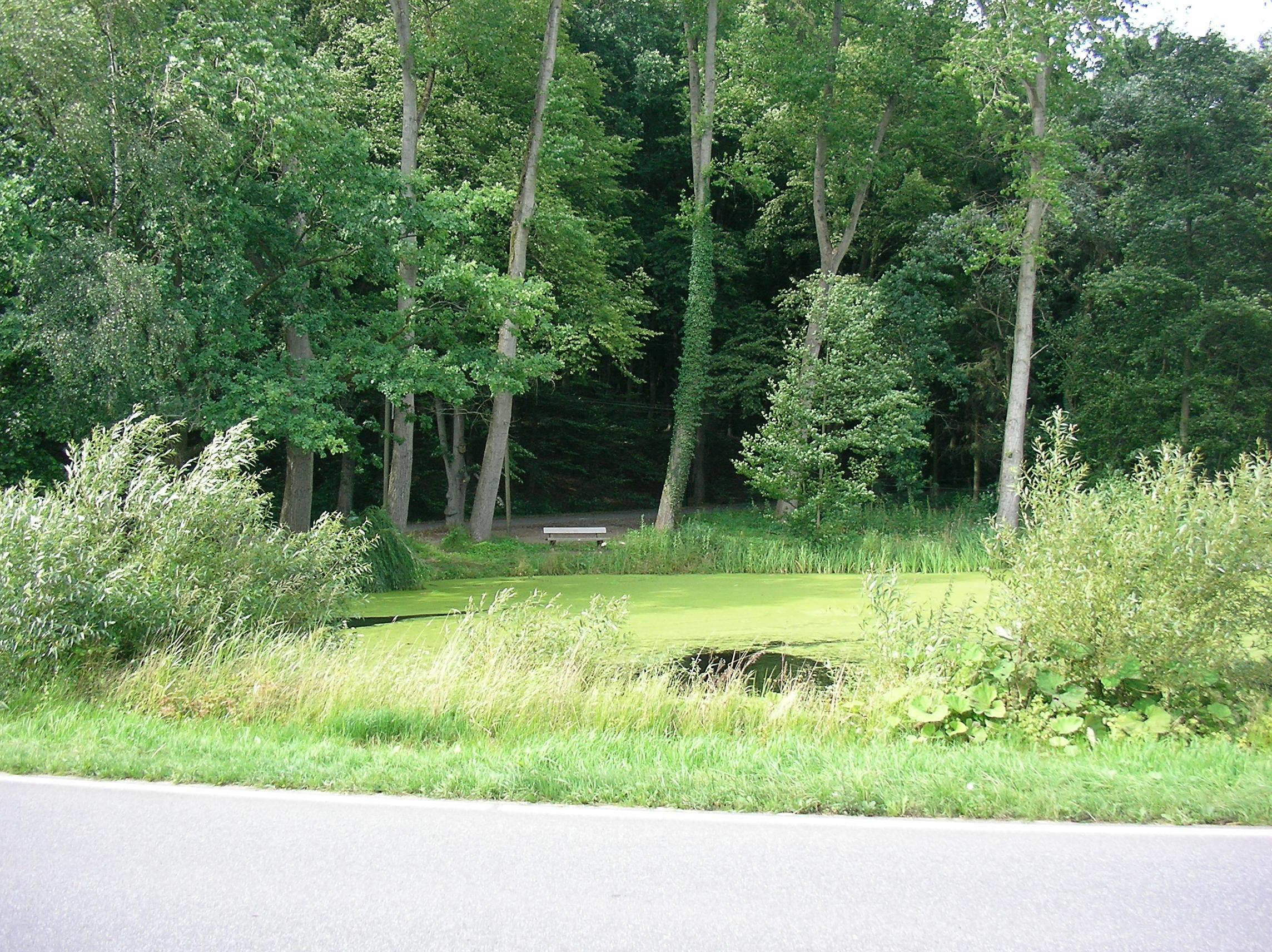
Bistal

Das Bistal ist vor etwa 15.000 bis 80.000 Jahren ähnlich wie das nahe gelegene Naturschutzgebiet Dalbekschlucht entstanden. Zu dieser Zeit, namentlich der Weichseleiszeit, waren die Gletscher aus dem Norden auf dem Gebiet des heutigen Holsteins zum Stehen gekommen. Die Wassermassen der schmelzenden Gletscher gruben sich ihren Weg zum Elbe-Urstromtal tief in die Erde. Somit entstand diese 20 bis 40 Meter tiefe Erosionsschlucht.

Das Bistal geht im Norden in ein Waldgebiet über, das Ausläufer des gemeindefreien Sachsenwaldes ist.
Koordinaten: 53° 28′ 3″ N, 10° 20′ 12″ O